# World Padel Tour 2022
El World Padel Tour 2022 es la décima edición del circuito profesional de pádel World Padel Tour. Esta edición se celebró a lo largo del año 2022, jugándose 28 torneos en doce países, siendo la edición más internacional de la historia del World Padel Tour hasta entonces. Todos los torneos tuvieron tanto categoría masculina como femenina excepto uno.

## Calendario
El calendario de la temporada 2022 fue desvelado el 21 de enero, y en él destacó el gran número de sedes internacionales en el circuito, siendo en total 12 países, además de una exhibición en Finlandia, que aumentó el número de países en los que se verá el World Padel Tour a trece, aunque acabaron siendo 12. El 2 de febrero se añadieron los torneos Challenger, incluyendo en primer Challenger Final de la historia en Valencia.
Unos días después ya se anunciaron cambios. Debido a las restricciones sanitarias de Suecia, el Stockolm Open en se retrasó a septiembre, remplazando el Challenger de Toledo previsto para esas fechas. Además, el Challenger Final de Valencia pasó a ser un Challenger "común", de manera que el Challenger Final cambiaría de sede a Córdoba.
A mitad de temporada se anunció la cancelación del Open de Sardegna, en Italia, y en septiembre se pospuso el Middle East Master, que iba a celebrarse en Arabia Saudí, hasta 2023 para hacerlo en Abu Dabi.
Como última modificación, se volvió a cambiar de sede el Challenger Final, esta vez definitivamente a Menorca, aunque se cambió de pabellón (dentro de Menorca) poco después.
Es la primera vez que se juega un torneo WPT en Francia.

### Calendario de competición
| Torneo                   | Ciudad           | País           | Fecha                               | Ref.   |
| ------------------------ | ---------------- | -------------- | ----------------------------------- | ------ |
| Miami Open               | Miami            | Estados Unidos | 21 de febrero - 27 de febrero       | [ 10 ] |
| Reus Open                | Reus             | España         | 7 de marzo - 13 de marzo            | [ 11 ] |
| Vigo Open                | Vigo             | España         | 21 de marzo - 27 de marzo           | [ 12 ] |
| Getafe Challenger        | Getafe           | España         | 28 de marzo - 3 de abril            | [ 13 ] |
| Alicante Open            | Alicante         | España         | 4 de abril - 10 de abril            | [ 14 ] |
| Albacete Challenger      | Albacete         | España         | 25 de abril - 1 de mayo             | [ 15 ] |
| Brussels Open            | Bruselas         | Bélgica        | 2 de mayo - 8 de mayo               | [ 16 ] |
| Danish Open              | Copenague        | Dinamarca      | 16 de mayo - 22 de mayo             | [ 17 ] |
| Mallorca Challenger      | Mallorca         | España         | 23 de mayo - 29 de mayo             | [ 18 ] |
| Marbella Master          | Marbella         | España         | 30 de mayo - 5 de junio             | [ 19 ] |
| Vienna Open              | Viena            | Austria        | 6 de junio - 12 de junio            | [ 20 ] |
| French Open              | Toulouse         | Francia        | 13 de junio - 19 de junio           | [ 21 ] |
| Valladolid Master        | Valladolid       | España         | 20 de junio - 26 de junio           | [ 22 ] |
| València Open            | Valencia         | España         | 4 de julio - 10 de julio            | [ 23 ] |
| Málaga Open              | Málaga           | España         | 18 de julio - 24 de julio           | [ 24 ] |
| Calanda Challenger       | Calanda          | España         | 22 de agosto - 28 de agosto         | [ 25 ] |
| Portugal Open            | Cascais          | Portugal       | 5 de septiembre - 11 de septiembre  | [ 26 ] |
| Swedish Open             | Estocolmo        | Suecia         | 12 de septiembre - 18 de septiembre | [ 27 ] |
| Madrid Master            | Madrid           | España         | 19 de septiembre - 25 de septiembre | [ 28 ] |
| Amsterdam Open           | Ámsterdam        | Países Bajos   | 26 de septiembre - 2 de octubre     | [ 29 ] |
| Santander Open           | Santander        | España         | 3 de octubre - 9 de octubre         | [ 30 ] |
| Menorca Open             | Mahón            | España         | 17 de octubre - 23 de octubre       | [ 31 ] |
| Torrent Challenger       | Torrente         | España         | 31 de octubre - 6 de noviembre      | [ 32 ] |
| Malmö Open               | Malmö            | Suecia         | 7 de noviembre - 13 de noviembre    | [ 33 ] |
| Buenos Aires Master      | Buenos Aires     | Argentina      | 14 de noviembre - 20 de noviembre   | [ 34 ] |
| México Open              | Ciudad de México | México         | 21 de noviembre - 27 de noviembre   | [ 35 ] |
| Menorca Challenger Final | Menorca          | España         | 1 de diciembre - 4 de diciembre     | [ 36 ] |
| Barcelona Master Final   | Barcelona        | España         | 15 de diciembre - 18 de diciembre   | [ 37 ] |

### Calendario exhibiciones
| Torneo              | Ciudad   | País      | Fecha                         | Ref.   |
| ------------------- | -------- | --------- | ----------------------------- | ------ |
| Acapulco Exhibition | Acapulco | México    | 18 de febrero - 20 de febrero | [ 38 ] |
| Tampere Exhibition  | Tampere  | Finlandia | 30 de junio - 3 de julio      | [ 39 ] |

## Campeones por torneo

### Competición masculina
Open
     Master
     Challenger
     Challenger Final
     Master Final
| Torneo                   | Ganadores                            | Finalistas                               | Resultado          | Refs.         |
| ------------------------ | ------------------------------------ | ---------------------------------------- | ------------------ | ------------- |
| Miami Open               | Fernando Belasteguín y Arturo Coello | Javi Garrido y Lucas Campagnolo          | 6-3 / 7-6(3)       | [ 40 ]        |
| Reus Open                | Agustín Tapia y Sanyo Gutiérrez      | Alejandro Galán y Juan Lebrón            | 6-2 / 6-2          | [ 41 ]        |
| Vigo Open                | Paquito Navarro y Martín Di Nenno    | Alejandro Galán y Juan Lebrón            | 2-6 / 6-3 / 6-4    | [ 42 ]        |
| Getafe Challenger        | Miguel Lamperti y Jon Sanz           | Martín Sánchez Piñeiro y Javier Martínez | 6-7(4) / 7-5 / 6-3 | [ 43 ]        |
| Alicante Open            | Alejandro Galán y Juan Lebrón        | Paquito Navarro y Martín Di Nenno        | 6-2 / 6-3          | [ 44 ]        |
| Albacete Challenger      | Javi Garrido y Lucas Campagnolo      | Coki Nieto y Miguel Yanguas              | 6-4 / 7-6(2)       | [ 45 ]        |
| Brussels Open            | Alejandro Galán y Juan Lebrón        | Franco Stupaczuk y Pablo Lima            | 6-3 / 6-3          | [ 46 ]        |
| Danish Open              | Agustín Tapia y Sanyo Gutiérrez      | Maxi Sánchez y Luciano Capra             | 5-7 / 7-5 / 6-0    | [ 47 ]        |
| Mallorca Challenger      | Miguel Lamperti y Eduardo Alonso     | Javi Garrido y Antón Sans                | 6-4 / 7-5          | [ 48 ]        |
| Marbella Master          | Alejandro Galán y Juan Lebrón        | Momo González y Álex Ruiz                | 6-2 / 6-4          | [ 49 ]        |
| Vienna Open              | Agustín Tapia y Sanyo Gutiérrez      | Alejandro Galán y Juan Lebrón            | 6-1 / 0-6 / 7-6(4) | [ 50 ]        |
| French Open              | Franco Stupaczuk y Pablo Lima        | Alejandro Galán y Juan Lebrón            | 7-6(8) / 6-4       | [ 51 ]        |
| Valladolid Master        | Alejandro Galán y Juan Lebrón        | Fernando Belasteguín y Arturo Coello     | 6-4 / 7-6(7)       | [ 52 ]        |
| València Open            | Agustín Tapia y Sanyo Gutiérrez      | Alejandro Galán y Juan Lebrón            | 2-6 / 7-5 / 6-4    | [ 53 ]        |
| Málaga Open              | Agustín Tapia y Sanyo Gutiérrez      | Franco Stupaczuk y Pablo Lima            | 7-6(6) / 6-4       | [ 54 ]        |
| Calanda Challenger       | Coki Nieto y Miguel Yanguas          | Miguel Lamperti y Jon Sanz               | 6-4 / 6-4          | [ 55 ]        |
| Cascais Open             | Alejandro Galán y Juan Lebrón        | Agustín Tapia y Sanyo Gutiérrez          | 6-2 / 6-7(2) / 6-1 | [ 56 ]        |
| Swedish Open             | Alejandro Galán y Juan Lebrón        | Paquito Navarro y Martín Di Nenno        | 6-7(4) / 6-2 / 6-1 | [ 57 ]        |
| Madrid Master            | Fernando Belasteguín y Arturo Coello | Momo González y Álex Ruiz                | 6-4 / 6-2          | [ 58 ]        |
| Amsterdam Open           | Fernando Belasteguín y Arturo Coello | Franco Stupaczuk y Pablo Lima            | 6-2 / 7-5          | [ 59 ]        |
| Santander Open           | Paquito Navarro y Martín Di Nenno    | Fernando Belasteguín y Arturo Coello     | 6-2 / 6-0          | [ 60 ] [ 61 ] |
| Menorca Open             | Alejandro Galán y Juan Lebrón        | Ramiro Moyano y Francisco Gil            | 6-4 / 4-6 / 6-2    | [ 62 ]        |
| Torrent Challenger       | Coki Nieto y Jon Sanz                | Luciano Capra y Miguel Lamperti          | 6-1 / 6-0          | [ 63 ]        |
| Malmö Open               | Alejandro Galán y Juan Lebrón        | Agustín Tapia y Sanyo Gutiérrez          | 4-6 / 6-1 / 6-2    | [ 64 ]        |
| Buenos Aires Master      | Alejandro Galán y Juan Lebrón        | Fernando Belasteguín y Arturo Coello     | 7-6(4) / 6-2       | [ 65 ]        |
| México Open              | Juan Tello y Paquito Navarro         | Franco Stupaczuk y Pablo Lima            | 7-6(2) / 1-6 / 7-5 | [ 66 ]        |
| Menorca Challenger Final | Rafa Méndez y Javi Martínez          | Pincho Fernández y José G. Diestro       | 6-4 / 6-4          | [ 67 ]        |
| Barcelona Master Final   | Alejandro Galán y Juan Lebrón        | Federico Chingotto y Martín Di Nenno     | 6-4 / 6-7(5) / 6-2 | [ 68 ]        |

### Competición femenina
Open
     Master
     Challenger
     Challenger Final
     Master Final
| Torneo                   | Ganadores                                   | Finalistas                                  | Resultado          | Refs.  |
| ------------------------ | ------------------------------------------- | ------------------------------------------- | ------------------ | ------ |
| Miami Open               | Gemma Triay y Alejandra Salazar             | Ariana Sánchez y Paula Josemaría            | 6-2 / 6-2          | [ 69 ] |
| Reus Open                | Gemma Triay y Alejandra Salazar             | Ariana Sánchez y Paula Josemaría            | 6-3 / 6-7 / 6-1    | [ 70 ] |
| Vigo Open                | Ariana Sánchez y Paula Josemaría            | Gemma Triay y Alejandra Salazar             | 7-5 / 6-3          | [ 71 ] |
| Getafe Challenger        | Marta Ortega y Bea González                 | Carla Mesa y Claudia Jensen                 | 6-4 / 6-1          | [ 72 ] |
| Alicante Open            | Gemma Triay y Alejandra Salazar             | Ariana Sánchez y Paula Josemaría            | 6-2 / 3-6 / 6-4    | [ 73 ] |
| Albacete Challenger      | Marta Ortega y Bea González                 | Mapi Sánchez Alayeto y Majo Sánchez Alayeto | 3-6 / 6-3 / 6-1    | [ 74 ] |
| Brussels Open            | Gemma Triay y Alejandra Salazar             | María Virginia Riera y Patricia Llaguno     | 4-6 / 6-3 / 6-0    | [ 75 ] |
| Danish Open              | Marta Ortega y Bea González                 | Mapi Sánchez Alayeto y Sofia Araújo         | 6-2 / 6-1          | [ 76 ] |
| Mallorca Challenger      | Marta Marrero y Lucía Sainz                 | Jessica Castelló y Alix Collombon           | 4-6 / 6-1 / 6-1    | [ 77 ] |
| Marbella Master          | Ariana Sánchez y Paula Josemaría            | Verónica Virseda y Bárbara Las Heras        | 4-6 / 6-3 / 6-3    | [ 78 ] |
| Vienna Open              | Ariana Sánchez y Paula Josemaría            | Gemma Triay y Alejandra Salazar             | 4-6 / 6-4 / 6-3    | [ 79 ] |
| French Open              | Gemma Triay y Alejandra Salazar             | Ariana Sánchez y Paula Josemaría            | 7-6(4) / 6-4       | [ 80 ] |
| Valladolid Master        | Gemma Triay y Alejandra Salazar             | Ariana Sánchez y Paula Josemaría            | 6-3 / 3-6 / 6-0    | [ 81 ] |
| València Open            | Gemma Triay y Alejandra Salazar             | Delfina Brea y Tamara Icardo                | 6-4 / 4-6 / 7-6    | [ 82 ] |
| Málaga Open              | Ariana Sánchez y Paula Josemaría            | Gemma Triay y Alejandra Salazar             | 6-3 / 6-3          | [ 83 ] |
| Calanda Challenger       | Verónica Virseda y Bárbara las Heras        | Mapi Sánchez Alayeto y Majo Sánchez Alayeto | 6-3 / 6-0          | [ 84 ] |
| Cascais Open             | Ariana Sánchez y Paula Josemaría            | Marta Ortega y Bea González*                | 7-5 / 1-0 (*ret.)  | [ 85 ] |
| Swedish Open             | Ariana Sánchez y Paula Josemaría            | Gemma Triay y Alejandra Salazar             | 6-1 / 6-1          | [ 57 ] |
| Madrid Master            | Ariana Sánchez y Paula Josemaría            | Aranzazu Osoro y Victoria Iglesias          | 4-6 / 6-2 / 6-1    | [ 86 ] |
| Amsterdam Open           | Marta Ortega y Bea González                 | Ariana Sánchez y Paula Josemaría            | 6-4 / 2-6 / 6-1    | [ 87 ] |
| Santander Open           | Gemma Triay y Alejandra Salazar             | Ariana Sánchez y Paula Josemaría            | 6-2 / 6-1          | [ 88 ] |
| Menorca Open             | Gemma Triay y Alejandra Salazar             | Ariana Sánchez y Paula Josemaría            | 6-1 / 7-5          | [ 89 ] |
| Torrent Challenger       | Mapi Sánchez Alayeto y Majo Sánchez Alayeto | Marta Marrero y Claudia Fernández           | 6-0 / 6-7(4) / 6-1 | [ 90 ] |
| Malmö Open               | Gemma Triay y Alejandra Salazar             | Ariana Sánchez y Paula Josemaría            | 6-4 / 7-5          | [ 91 ] |
| México Open              | Gemma Triay y Alejandra Salazar             | Ariana Sánchez y Paula Josemaría            | 6-3 / 7-6(5)       | [ 92 ] |
| Menorca Challenger Final | Verónica Virseda y Bárbara las Heras        | Carla Mesa y Lucía Sainz                    | 6-3 / 6-2          | [ 93 ] |
| Barcelona Master Final   | Gemma Triay y Alejandra Salazar             | Ariana Sánchez y Paula Josemaría            | 3-6 / 6-4 / 6-4    | [ 94 ] |

## Ranking Race 2022
Así ha quedado el ranking WPT tras la conclusión del último torneo de 2022.

### Ranking masculino
| N.º | Nombre               | Puntos | Torneos ganados | Torneos ganados | Finalista | Finalista                                                     |
| --- | -------------------- | ------ | --------------- | --- | --------- | ------------------------------------------------------------- |
| 1   | Alejandro Galán      | 16.720 | 10              | Alicante Open, Brussels Open, Marbella Master, Valladolid Master, Cascais Open, Swedish Open, Menorca Open, Malmö Open, Buenos Aires Master, Barcelona Master Final | 5         | Reus Open, Vigo Open, Vienna Open, French Open, València Open |
| 1   | Juan Lebrón          | 16.720 | 10              | Alicante Open, Brussels Open, Marbella Master, Valladolid Master, Cascais Open, Swedish Open, Menorca Open, Malmö Open, Buenos Aires Master, Barcelona Master Final | 5         | Reus Open, Vigo Open, Vienna Open, French Open, València Open |
| 3   | Agustín Tapia        | 10.610 | 5               | Reus Open, Danish Open, Vienna Open, València Open, Málaga Open | 2         | Cascais Open, Malmö Open                                      |
| 3   | Sanyo Gutiérrez      | 10.610 | 5               | Reus Open, Danish Open, Vienna Open, València Open, Málaga Open | 2         | Cascais Open, Malmö Open                                      |
| 5   | Arturo Coello        | 9.875  | 3               | Miami Open, Madrid Master, Amsterdam Open | 3         | Valladolid Master, Santander Open, Buenos Aires Master        |
| 5   | Fernando Belasteguín | 9.875  | 3               | Miami Open, Madrid Master, Amsterdam Open | 3         | Valladolid Master, Santander Open, Buenos Aires Master        |
| 7   | Paquito Navarro      | 8.420  | 3               | Vigo Open, Santander Open, México Open | 2         | Alicante Open, Swedish Open                                   |
| 8   | Martín Di Nenno      | 8.145  | 2               | Vigo Open, Santander Open | 3         | Alicante Open, Swedish Open, Barcelona Master Final           |
| 9   | Franco Stupaczuk     | 7.380  | 1               | French Open | 4         | Brussels Open, Málaga Open, Amsterdam Open, México Open       |
| 10  | Juan Tello           | 7.130  | 1               | México Open | 0         |                                                               |
| 11  | Pablo Lima           | 7.040  | 1               | French Open | 4         | Brussels Open, Málaga Open, Amsterdam Open, México Open       |
| 12  | Federico Chingotto   | 6.465  | 0               | | 1         | Barcelona Master Final                                        |
| 13  | Alejandro Ruíz       | 5.950  | 0               | | 2         | Marbella Master, Madrid Master                                |
| 14  | Momo González        | 5.210  | 0               | | 2         | Marbella Master, Madrid Master                                |
| 15  | Luciano Capra        | 4.536  | 0               | | 2         | Danish Open, Torrent Challenger                               |
| 16  | Maxi Sánchez         | 4.493  | 0               | | 1         | Danish Open                                                   |

Países en el top16:
| País      | Jugadores | Mejor pos. |
| --------- | --------- | ---------- |
| Argentina | 9         | 3.º        |
| España    | 6         | 1.º        |
| Brasil    | 1         | 11.º       |

### Ranking femenino
| N.º | Nombre               | Puntos | Torneos ganados | Torneos ganados | Finalista | Finalista |
| --- | -------------------- | ------ | --------------- | --- | --------- | --- |
| 1   | Alejandra Salazar    | 16.530 | 12              | Miami Open, Reus Open, Alicante Open, Brussels Open, French Open, Valladolid Master, València Open, Santander Open, Menorca Open, Malmö Open, México Open, Barcelona Master Final | 4         | Vigo Open, Vienna Open, Málaga Open, Swedish Open |
| 1   | Gemma Triay          | 16.530 | 12              | Miami Open, Reus Open, Alicante Open, Brussels Open, French Open, Valladolid Master, València Open, Santander Open, Menorca Open, Malmö Open, México Open, Barcelona Master Final | 4         | Vigo Open, Vienna Open, Málaga Open, Swedish Open |
| 3   | Ariana Sánchez       | 16.195 | 7               | Vigo Open, Marbella Master, Vienna Open, Málaga Open, Cascais Open, Swedish Open, Madrid Master                                                                                   | 11        | Miami Open, Reus Open, Alicante Open, French Open, Valladolid Master, Amsterdam Open, Santander Open, Menorca Open, Malmö Open, México Open, Barcelona Master Final |
| 3   | Paula Josemaría      | 16.195 | 7               | Vigo Open, Marbella Master, Vienna Open, Málaga Open, Cascais Open, Swedish Open, Madrid Master                                                                                   | 11        | Miami Open, Reus Open, Alicante Open, French Open, Valladolid Master, Amsterdam Open, Santander Open, Menorca Open, Malmö Open, México Open, Barcelona Master Final |
| 5   | Beatriz González     | 8.463  | 4               | Getafe Challenger, Albacete Challenger, Danish Open, Amsterdam Open | 1         | Cascais Open |
| 5   | Marta Ortega         | 8.463  | 4               | Getafe Challenger, Albacete Challenger, Danish Open, Amsterdam Open | 1         | Cascais Open |
| 7   | Mª Virginia Riera    | 5.625  | 0               | | 1         | Brussels Open |
| 8   | Patricia Llaguno     | 5.410  | 0               | | 1         | Brussels Open |
| 9   | Marta Marrero        | 5.212  | 1               | Mallorca Challenger | 1         | Torrent Challenger |
| 10  | Lucía Sainz          | 5.079  | 1               | Mallorca Challenger | 1         | Menorca Challenger |
| 11  | Victoria Iglesias    | 5.038  | 0               | | 1         | Madrid Master |
| 12  | Aranzazu Osoro       | 4.996  | 0               | | 1         | Madrid Master |
| 13  | Bárbara Las Heras    | 4.885  | 2               | Calanda Challenger, Menorca Challenger | 1         | Marbella Master |
| 13  | Verónica Virseda     | 4.885  | 2               | Calanda Challenger, Menorca Challenger | 1         | Marbella Master |
| 15  | Mapi Sánchez Alayeto | 4.870  | 1               | Torrent Challenger | 3         | Albacete Challenger, Danish Open, Calanda Challenger |
| 16  | Majo Sánchez Alayeto | 4.275  | 1               | Torrent Challenger | 2         | Albacete Challenger, Calanda Challenger |

Países en el top16:
| País      | Jugadores | Mejor pos. |
| --------- | --------- | ---------- |
| España    | 14        | 1.ª        |
| Argentina | 2         | 7.ª        |